# Poienești-Deal, Vaslui
Poienești-Deal este un sat în comuna Poienești din județul Vaslui, Moldova, România.
 Acest articol despre o localitate din județul Vaslui este deocamdată un ciot. Puteți ajuta Wikipedia prin completarea lui.